# گور (ویرجینیا)
گور (به انگلیسی: Gore) یک منطقهٔ مسکونی در ایالات متحده آمریکا است که در شهرستان فردریک، ویرجینیا واقع شده‌است. گور ۱٬۶۵۵ نفر جمعیت دارد.